# The World’s Most Dangerous Show
The World’s Most Dangerous Show ist eine deutsche Dokumentarserie über den Klimawandel. Der deutsche Moderator Joko Winterscheidt reist darin durch die Welt, um die Folgen und mögliche Lösungen zum Klimawandel zu zeigen. Die sechs Folgen der Serie wurden im Juni 2023 auf Amazon Prime Video veröffentlicht, im Fernsehen wurden sie erstmals im Sommer 2024 auf ProSieben ausgestrahlt.

## Handlung

### Folge 1 – Kann Technik die Klimakrise aufhalten?
Joko sucht nach technischen Lösungen. Er fährt in einem solarbetriebenen Auto. Nach einem Interview mit Bill Gates meldet sich sein Gewissen wegen des vermeidbaren Flugs. Joko besucht eine Anlage auf Island, die Kohlendioxid aus der Luft saugt und in den Boden pumpt. Mit Autorin Maja Göpel spricht er über Moore als natürliche CO2-Speicher. In Kopenhagen geht es um Radwege und moderne Verkehrspolitik sowie um die auch als Skipiste genutzte Müllverbrennungsanlage Amager Bakke.

### Folge 2 – Kann nur die Wirtschaft das Klima retten?
Joko beschäftigt sich mit der Frage, welchen Einfluss die Wirtschaft auf das Klima hat. Im Kern County sieht er riesige Flächen zur Erdölgewinnung und spricht mit Aktivisten über die Luftverschmutzung und Gesundheitsgefährdung. Da die Investmentfirma BlackRock enormen Einfluss auf die Wirtschaft hat, trifft Joko dessen Deutschland-Chef in seinem Heimatort Schwalmtal und den Whistleblower Tariq Fancy. Außerdem besichtigt er eine Offshore-Windanlage des Unternehmens Ørsted. Danach spricht er mit dem Gründer der ökologischen Suchmaschine Ecosia. Zwischendurch werden in Spielszenen wirtschaftliche Zusammenhänge erklärt.

### Folge 3 – Imagewandel durch Klimawandel?
In dieser Folge geht es um das Greenwashing. Personifiziert durch Oliver Kalkofe meldet sich sein Gewissen, das die Mitwirkung von Amazon hinterfragt. Christian Stöcker erklärt Joko die Bedeutung individuellen Verhaltens und weist darauf hin, dass der CO2-Fußabdruck vom fossilen Konzern BP verbreitet wurde. Der Schauspieler Uwe Ochsenknecht stellt weitere Desinformationskampagnen der Industrie bezüglich Klimawandel vor. Die Klimaaktivistin Clara Mayer informiert Joko über ihre Klage gegen den Autohersteller Volkswagen.

### Folge 4 – Die Krise auf dem Teller
Zu einem Gespräch über die Landwirtschaft und die Lebensmittelindustrie versammelt Joko die Klimaaktivistin Luisa Neubauer, die Rapperin Loredana, den Tönnies-Manager Thomas Dosch und den Ernährungswissenschaftler Marco Springmann. Dabei zeigt er Bilder von einer riesigen industriellen Rinderzucht, denen er einen Besuch auf einer kalifornischen Farm mit dem nachhaltigen Holistic Grazing gegenüberstellt. Als mögliche Lösung wird In-vitro-Fleisch aus einem Labor im Silicon Valley gezeigt. Außerdem kommt es zu einer Diskussion darüber, wie man die Menschen von der Notwendigkeit der Maßnahmen überzeugt.

### Folge 5 – Vom Ende der Ausbeutung
Diese Folge thematisiert die Klimagerechtigkeit und dabei vor allem die Benachteiligung Afrikas gegenüber der westlichen Welt. Joko reist nach Uganda, wo die neuen Big Five nicht als Tiere, sondern als Probleme wie Müll und Land Grabbing dargestellt werden. Außerdem kommen eine Klimaaktivistin und ein lokaler Filmproduzent zu Wort. In Gambia trifft Joko engagierte Frauen, die Nussschalen zu Kohle verarbeiten und Bäume am Strand pflanzen, um die Küstenerosion aufzuhalten. Er lernt außerdem Afrikas Grüne Mauer im Sahel kennen.

### Folge 6 – Systemwandel jetzt?
Joko fragt sich, ob die bereits vorgestellten Maßnahmen gegen den Klimawandel im Kapitalismus reichen oder ein Systemwechsel nötig ist. Er besucht die Proteste in Lützerath und spricht mit Luisa Neubauer und anderen Aktivisten, die RWE stoppen wollen. Außerdem führt er ein Interview mit Wirtschaftsminister Robert Habeck. Grünes Wachstum wird als möglicher Kompromiss zwischen Wirtschaftswachstum und einer klimagerechten Zukunft vorgestellt. Die Journalistin Ulrike Herrmann äußert jedoch Zweifel an solchen Plänen. Hingegen sieht die Wirtschaftswissenschaftlerin Claudia Kemfert vor allem dezentrale Lösungen als mögliche Lösungen. In einem Epilog fasst Joko seine Gedanken zum Thema Klimawandel zusammen und fühlt sich überfordert, aber nicht hoffnungslos.

## Entstehung
Joko beschäftigt sich als Unternehmer schon länger mit Nachhaltigkeit. Er hatte früher schon eine Dokumentation über den Klimawandel geplant, fürchtete aber Greenwashing der an der Produktion beteiligten Firmen. Amazon gab ihm nach eigener Aussage Carte blanche, sowohl bezüglich des Etats als auch der selbstkritischen inhaltlichen Gestaltung.

## Rezeption
Christian Buß beschreibt die Serie beim Spiegel als „Ökotainment“ und lobt den Gegensatz aus eindrucksvollen Bildern und Selbstkritik: „Auf traumhafte Passagen über futuristische Weltrettungstechnologien folgen unvermeidlich traumatische Realitychecks. Die Amazon-Prime-Serie ist eine Show mit eingebauter Selbstgeißelung“.
Hanna Behn kommt im Amazon Watchblog zu einem ähnlichen Fazit, hätte sich bezüglich Amazon eine noch kritischere Betrachtung gewünscht: „Doch so sehr ich als Zuschauerin die von Herrn Winterscheidt in Szene gesetzten Gewissensbisse authentisch finde, so sehr enttäuscht es doch, dass die versprochene Konfrontation mit Amazon zum eigenen Klimaschutzverhalten eher zur Randbemerkung verkommt.“
Lena Mändlen betont bei Watson vor allem, wie wichtig Luisa Neubauers Präsenz ist. Denn Neubauer „spricht ungeschönt und verständlich aus, wie groß das Problem ist und wie dringend Gesellschaft und Politik handeln müssen. Doch die Chancen dafür, dass dieser Systemwandel rechtzeitig stattfinden wird, stehen eher schlecht – und so bleiben sowohl Joko als auch die Zuschauer:innen am Ende der Doku überfordert und ratlos zurück.“